# Bandeira de Kiribati
A bandeira de Kiribati: a metade de cima é vermelha com uma fragata dourada (Fregata minor, em Gilbertense: te eitei) voando sobre um sol nascente dourado (otintaai), e a metade de baixo é azul com três linhas brancas onduladas horizontais que representam o oceano e os três grupos (Gilbert, Phoenix e Ilhas Line). Os dezessete raios do sol representam as dezesseis Ilhas Gilbert e Banaba (antiga Ilha Oceano). O emblema foi desenhado por Sir Arthur Grimble em 1932, para a colônia inglesa das Ilhas Gilbert e Ellice.

## Simbolismo
A fragata é uma representação do poder, liberdade e cultura do povo de Kiribati, sobretudo, um sinal de soberania. O sol nascente representa o clima tropical do arquipélago e sua localização no globo.

## Bandeiras históricas

Bandeira do Reino de Abemama (abril de 1884-junho de 1884).
Bandeira do Reino de Abemama (junho de 1884-1889).
Bandeira do Reino de Abemama (1889-1892).
Bandeira das Ilhas Gilbert e Ellice (1937-1979).